# St.-Stephani-Kirche (Magdeburg)

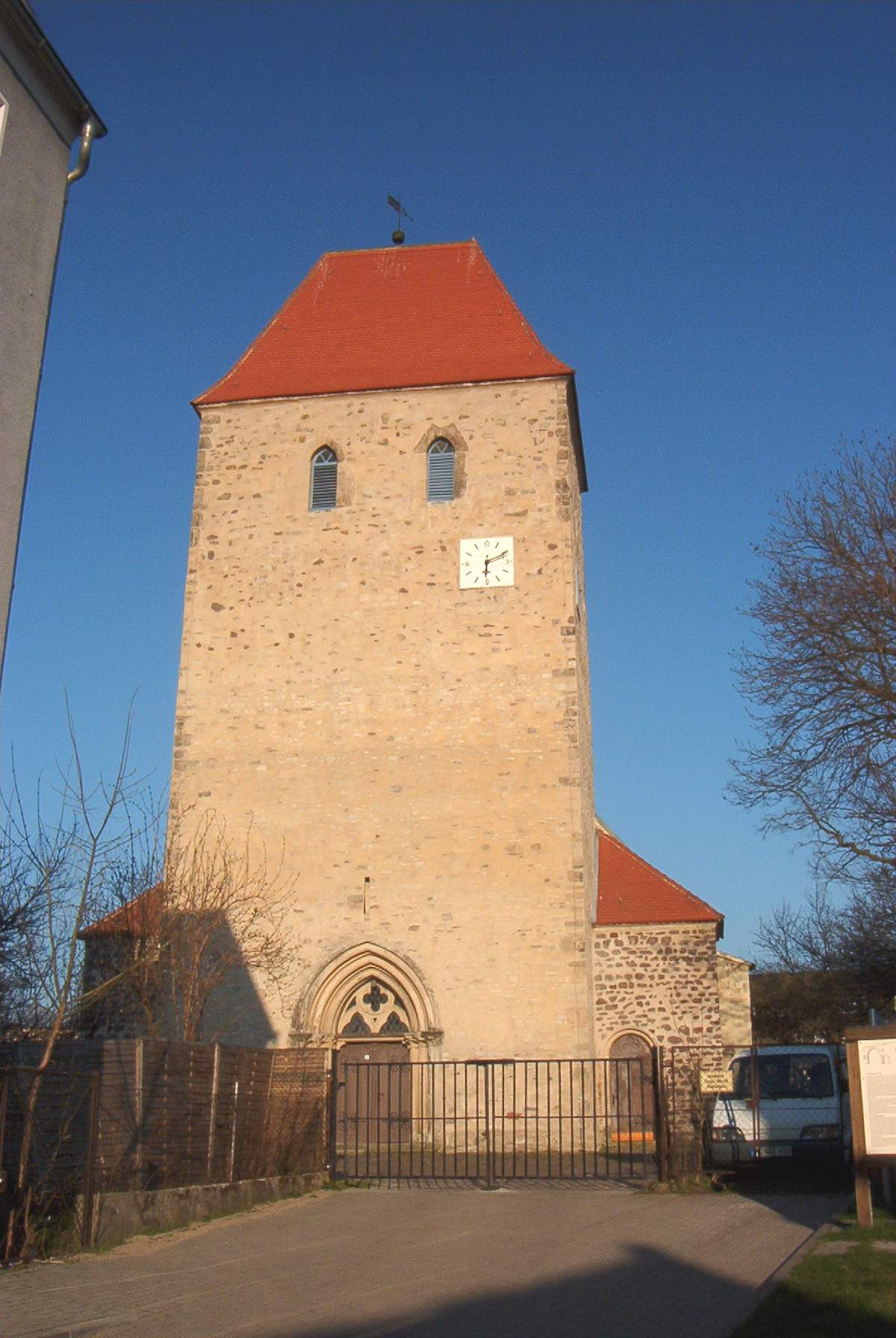
Sankt-Stephani-Kirche

Die Sankt-Stephani-Kirche ist eine evangelische Kirche im Magdeburger Stadtteil (Groß-) Ottersleben (Kirchstraße Nr. 1). Sie ist dem Heiligen Stephanus gewidmet.

## Geschichte

### Gründung
Das Datum der Gründung der Kirche ist wie auch der Ursprung des gesamten Dorfes Ottersleben unbekannt, kann aber wohl im späten 12. oder der Wende zum 13. Jahrhundert angesetzt werden. Für das Jahr 1205 ist aufgrund eines Strafverfahrens gegen den örtlichen Pfarrer die Existenz einer Pfarrei im Ort urkundlich belegt.

### Ab 1300
Am 9. März 1300 wurde die Kirche im Rahmen eines Tauschvertrages Eigentum des Prämonstratenserkloster Gottesgnaden Calbe (Saale). Die Pfarrstelle wurde nun jeweils durch Chorherren des Klosters besetzt.
Im Zuge von Auseinandersetzung zwischen der Bürgerschaft der Stadt Magdeburg und dem Erzbischof Anfang des 14. Jahrhunderts kam es in Ottersleben zu Schäden. Betroffen war auch Sankt Stephani. Bei der erforderlichen Reparatur erfolgten umfangreiche Umbauten. Der ursprüngliche romanische Stil des Gebäudes ging dabei weitgehend verloren. Romanische Stilelemente sind jedoch noch heute an der Südmauer und am Westbau zu finden. Der Kirchturm wurde zweimal erhöht. Die romanischen Schallöffnungen im Westbau wurden verschlossen und neue gotische Schallöffnungen gebaut.

### Reformation
Im Zuge der Reformation wurde Sankt Stephani evangelisch. Im Jahr 1541 bestellte die Gemeinde, nicht das zuständige Domkapitel, Christoph Lindemann als Diakon. Gleiches erfolgte 1553 für den neuen Pfarrer Martin Nehter.
An der südlichen Kirchenaußenwand wurde 1597 für Zacharias Nickel ein Epitaph eingelassen.

### Dreißigjähriger Krieg
Im Dreißigjährigen Krieg wurde die Region Magdeburg und auch Ottersleben schwer zerstört. Das Dorf war praktisch ausgelöscht, auch die Kirche war bis auf das Mauerwerk zerstört. Über 8 Jahre blieb die Pfarrstelle unbesetzt.

### Wiederaufbau
Am 31. Januar 1641 stellte der Prediger am Magdeburger Dom, Reinhard Bake für den neuen Ottersleber Pfarrer Heinrich Buxberg das Testimonium aus. Der Wiederaufbau der Kirche war, trotz eines Aufbaubeschlusses der Visitatoren von 1650, jedoch erst 1656 so weit fortgeschritten, dass sie für Gottesdienste in einem brauchbaren Zustand war. Im Jahr 1663 wurde der Predigtstuhl errichtet und wohl eine Turmuhr angeschafft. 1689 wurden zwei neue Glocken angeschafft und der Orgelbauer Arp Schnitger mit dem Bau einer Orgel beauftragt, die 1693 eingebaut wurde. Im Jahr 1697 erwarb man den Altar der bedeutenden Magdeburger Pfarrkirche St.-Ulrich-und-Levin für 100 Taler. Bereits 1704 schuf jedoch der Helmstedter Bildhauer Michael Helwig einen neuen Altar. Der Halberstädter Maler Conrad Matthias Haber bemalte den Altar mit den Motiven Beweinung und Abendmahl. Links und rechts des Altars befinden sich bis heute die Heiligenfiguren des Stephanus und Mauritius.
Es erfolgten auch bauliche Veränderungen. Das Haupt- und die Nebenschiffe erhielten eine gemeinsame Überdachung. In die Nebenschiffe erfolgte der Einbau von 2-geschossigen Emporen, deren Balustraden 1784 mit als Ornamente gestalteten Bibelsprüchen verziert wurden.
Der Einbau einer neuen Orgel erfolgte am 7. Juni 1807 durch den Orgelbaumeister Hamann aus Schönebeck.
Im Jahr 1854 wurde das hinter dem Altar befindliche große Fenster zugemauert.

### Ab 1871
Weitere umfangreiche Umbauten ergaben sich ab 1871. In die bis dahin geschlossene Westfront des Turms wurde ein neues Hauptportal eingefügt. Die ehemaligen Eingänge am Kirchenschiff wurden zugemauert. Nördlich und südlich des Turms wurden Vorhallen im neoromanischen Stil errichtet. Die Kanzel wurde an den heutigen Platz umgesetzt. Auch das Kruzifix erhielt einen neuen Platz und befand sich nunmehr, statt an der Orgelempore am mittleren Pfeiler der südlichen Arkaden. Letztlich wurde neues Gestühl angeschafft.
1876 trat der aufgrund seiner Tätigkeit als Hymnologe bekannt gewordene Albert Fischer seinen Dienst als Pastor von Sankt Stephani an.
Im Jahr 1918 wurden im Chorraum Ehrenfahnen des nationalistisch ausgerichteten Stahlhelmbundes angebracht.

### DDR
Unter der Empore des südlichen Seitenschiffes wurde zwischen 1979 und 1982 eine Winterkirche eingebaut. Hier wurde auch das von Dietrich Fröhner geschaffene Gemälde Martyrium des Stephanus angebracht.
Trotz einer 1981 erfolgten Aufnahme in die Denkmalliste Magdeburgs verschlechterte sich der bauliche Zustand des Gebäudes drastisch. 1986 erfolgte die Sperrung der Nordempore wegen Einsturzgefahr. Mit Beschluss des Kreiskirchenrates vom 18. Januar 1988 wurde Sankt Stephani als nicht mehr genutztes Gebäude eingestuft.

### Ab 1990
1990 begannen Sanierungsarbeiten. Zunächst erfolgte die Beseitigung von aufgetretenem Hausschwamm, sodann (1991) eine Neueindeckung des Dachs. Deckenbalken und Kassettendecke wurden erneuert. 1994 wurde ein neuer Blitzschutz am Turm installiert. Die Instandsetzung war 1995 abgeschlossen.
1999 erfolgte die Restaurierung des Altars.